# Верба чорнична
Верба́ чорни́чна (Salix myrtilloides) — реліктова багаторічна рослина родини вербових. Вид занесений до Червоних книг України і Польщі. Медоносна та декоративна культура.

## Назва
Українська видова назва є майже дослівним перекладом латинської (лат. myrtilloides — «чорницеподібна»), яку рослина отримала через форму і колір листочків, дуже схожих на листя чорниці. З ягідними кущиками цей вид споріднює і відносно невеликий розмір.

## Опис
Листопадний кущ заввишки 20-100 см, нанофанерофіт. Стовбур завтовшки до 3 см, вкритий сірою корою. Гілки тонкі, голі, вкриті жовто- або червоно-бурою корою. Бруньки голі, яйцеподібні, тупі. Прилистки дрібні, яйцеподібні або ланцетні. Листкові черешки 2-4 мм завдовжки. Листки яйцеподібні, еліптичні або довгасто-еліптичні, з обох кінців заокруглені або звужені, здебільшого цілокраї, голі, тонкі, 1-3,5 см завдовжки, 0,7-1,5 см завширшки. Зверху листки матові, темно-зелені або сизуваті, знизу сизі, з густою сіткою жилок (8-12 пар).
Суцвіття — одностатеві сережки завдовжки 1-2,5 см, що з'являються одночасно з листям. Вони розташовані на улиснених ніжках, які з часом подовжуються і перетворюються на короткі пагони. Чоловічі сережки циліндричні, жіночі — пухкі. Приквіткові лусочки лопатчасто-круглясті, жовтуваті, з пурпуровою верхівкою, злегка волосисті. Тичинок дві, вони мають вільні, волосисті нитки. Нектарник один, довгастий. Пиляки змінюють колір з пурпурового на жовтий, а потім на темно-фіолетовий. Зав'язь гола, спочатку зелена, пізніше червонувата, тупувата, з коротким стовпчиком. Ніжка зав'язі близько 1,5 мм завдовжки. Приймочки суцільні або подвоєні, короткі, довгасто-яйцеподібні, рожево-пурпурові. Плід — коробочка.
Число хромосом 2n = 38.

## Екологія та поширення
Рослина світло- і вологолюбна, дуже морозостійка, віддає перевагу зонам з діапазоном мінімальних середньорічних температур від −34,4 °C до −28,9 °C. Полюбляє кислі ґрунти з рН 3,5-5,5. Росте переважно на мезотрофних осоково-сфагнових, рідше — на евтрофних осоково-гіпнових болотах. Висотний діапазон становить 300–500 м над рівнем моря.
Квітне у травні-липні, плодоносить у червні-липні. Розмножується насінням і вегетативно (укоріненням нахилених до землі гілок). В природі відомі гібриди цього виду з вербою Старке.
Ареал виду широкий і охоплює Скандинавський півострів, Центральну та Східну Європу, Румунію, Сибір, Монголію, Китай, Корейський півострів. В Україні верба чорнична трапляється переважно у Поліссі та на Прикарпатті, зрідка — у лісостепових районах. Раніше зростала у Розточчі, але зараз тут знаходять лише поодинокі особини.

## Значення і статус виду
Зменшення чисельності популяцій спостерігається в першу чергу в лісостеповій зоні, що пов'язане як з природними факторами (глобальним потеплінням), так і з антропогенними чинниками (осушенням боліт). Вид охороняється в національних парках «Прип'ять-Стохід», Деснянсько-Старогутському, Шацькому, заповідниках «Розточчя», Рівненському, Поліському, заказниках «Замглай» і «Хиноцький».
Вербу чорничну зрідка використовують у декоративному садівництві. До недоліків цієї культури слід віднести повільний ріст, а до переваг — стійкість до хвороб і шкідників, швидке укорінення стеблових живців. Ця рослина є добрим медоносом, з якого бджоли збирають нектар і пилок.

## Систематика

### Підвиди
В межах виду описано два підвиди. Номінальний Salix myrtilloides var. myrtilloides відрізняється голими молодими листочками. У другого підвиду — верби чорничної манжурської (Salix myrtilloides var. mandshurica Nakai) молоді листки вкриті білими або жовтими волосками.

### Синоніми
| - Salix fusca Fr. - Salix hirtula Andersson - Salix kilnensis Andersson - Salix lenensis Flod. - Salix myrtoides Fr. | - Salix neglecta Gorski ex Andersson - Salix onusta Besser - Salix versifolia Wahlenb. - Salix vilnensis Gorski ex Rchb. - Usionis pedicillaris Raf. |